# Casa Mullol
La Casa Mullol és una obra de Ripoll protegida com a Bé Cultural d'Interès Local.

## Descripció
Casa formada per planta baixa i quatre pisos, aixecada sobre les voltes de la plaça. El més destacable de l'immoble són els esgrafiats de les dues façanes que donen a la plaça Gran, les rajoles i els treballs de ferro forjat dels balcons. A la primera planta hi ha una balconera única per a dues façanes de la casa. La teulada amb barbacana de fusta ha estat refeta darrerament.